# Tisíciletá lípa (Grabštejn)
Tisíciletá lípa je nejstarší žijící strom hradu Grabštejn (obec Chotyně, okres Liberec).

## Základní údaje
Strom roste jižně od vchodu do tzv. Starého zámku. Botanicky jde o lípu malolistou (Tilia cordata). Dutý kmen nese poslední živou větev, která z koruny zbyla.
Lípa i přes svůj věk a bizarní tvar pravděpodobně zatím nebyla oficiálně vyhlášena jako památný strom, v registru památných stromů AOKP ČR uvedena není.